# Medina (Misamis Oriental)
Medina é um município de  quarta classe de renda municipal (d) na província Misamis Oriental, nas Filipinas. De acordo com o censo de 1 de maio  de  2020 possui uma população de 35 612 pessoas e 8 521 domicílios.